# Валентин фон Алвенслебен
Валентин фон Алвенслебен (на немски: Valentin von Alvensleben; * 1529; † 8 януари 1594, Гарделеген) е благородник от род фон Алвенслебен в Алтмарк в Саксония-Анхалт, господар на замък Гарделеген/Изеншнибе и Еркслебен в Саксония-Анхалт.

## Биография
Той е син на Гебхард XIX фон Алвенслебен († 1554) и съпругата му София фон Арним († 1553), дъщеря на Валентин фон Арним († 1529/1530) и фон Берлихинген или София фон Хайдебрек († сл. 1521). Внук е на Вернер III фон Алвенслебен († 1512) и Кристина фон Бюлов. Правнук е на Гебхард XVIII фон Алвенслебен (1457 – 1492) и Катарина фон дем Кнезебек († 1492). Праправнук е на Вернер II фон Алвенслебен († 1472/1477) и Елизабет фон дер Шуленбург († 1486), дъщеря на Вернер VIII фон дер Шуленбург († 1447/1448) и Барбара фон Есторф (* ок. 1360). Брат е на Анна фон Алвенслебен, омъжена за Екард фон Щамер.
Валентин наследява голямо богатство, което управлява успешно. Освен наследството от баща му, господството Гарделеген, той наследява и половината от господството Еркслебен, след измирането на „Червената линия“ на род Алвенслебен.
Той умира през 1594 г. и е погребан в църквата „Св. Николай“ в Гарделеген.

## Фамилия
Първи брак: на 14 януари 1555 г. с Анна София фон Велтхайм (* ок. 1531/1532; † 29 юни 1565), вдовица на Фридрих X фон Алвенслебен, последният от „Червената линия“, дъщеря на Кристоф фон Велтхайм († 1549) и Анна фон Коце († 1549). Те имат децата:
- Гебхард, женен за Елизабет фон дер Шуленбург
- Кристоф, женен за Хиполита фон Бисмарк
- Волф Фридрих фон Алвенслебен (* 28 юни 1559, Изеншнибе; † 14 септември 1623, Изеншнибе), женен на 6 юли 1595 г. в Изеншнибе за Анна Мария фон Бредов (* 6 февруари 1573; † 27 декември 1614), дъщеря на бранденбургския курфюрст-съветник Йоахим (Ахим) фон Бредов (1539 – 1594) и Анна фон Арним (1546 – 1594)
- София фон Алвенслебен (* 7 юли 1560, Изеншнибе; † 17 септември 1635, Дретцел), омъжена I. ок. 1580 г. в Изеншнибе за Лудолф IV фон Бисмарк (* ок. 1541, Бургщал; † 12 октомври 1590, Шьонхаузен), II. 1596 г. за Йохан Георг I фон Арним (* 1554; † 27 май 1603, Магдебург)
- Лудолф
- Вернер

Втори брак: на 15 юни 1579 г. със София фон Бортфелд († 1616). Бракът е бездетен.

## Галерия
- Епитаф за Валентин фон Алвенслебен и фамилията му в църквата „Св. Мария“ в Гарделеген
- Замъкът Гарделеген/Изеншнибе, ок. 1600
- Замъкът Еркслебен, ок. 1935